# PTV (Padre de familia)
PTV es el decimocuarto episodio de la cuarta temporada de la serie Padre de familia emitido el 6 de noviembre de 2005 a través de FOX. El episodio está escrito por Alec Sulkin y Wellesley Wild y dirigido por Dan Povenmire. El argumento del mismo es una respuesta a las medidas que tomaron la FCC ante la controversia de la 38 Super Bowl en el que la cantante Janet Jackson mostró por accidente su pecho después de que Justin Timberlake (con quien estaba actuando) le arrancó parte del vestido. Seth MacFarlane declaró que esa respuesta desmedida por parte de la FCC sirvió de argumento a la hora de hacer el episodio.
Con una cuota de pantalla de 4.4, fue el decimonoveno capítulo más visto de la semana. En cuanto a las críticas, la mayoría fueron positivas y la serie fue nominada a un Emmy en la categoría de Mejor Programa de Entretenimiento (de menos de una hora) y a un Annie a la Mejor Dirección. 
La trama se centra en los planes de Peter por crear una cadena de televisión harto de que la FCC censure todos los contenidos, supuestamente, indecentes. Sin embargo, Lois decide cortar por lo sano y llama a la Comisión de Comunicaciones para que cierren la cadena, no obstante, la FCC no duda en excederse en sus funciones y decide censurar la vida real.

## Argumento

### Cold open

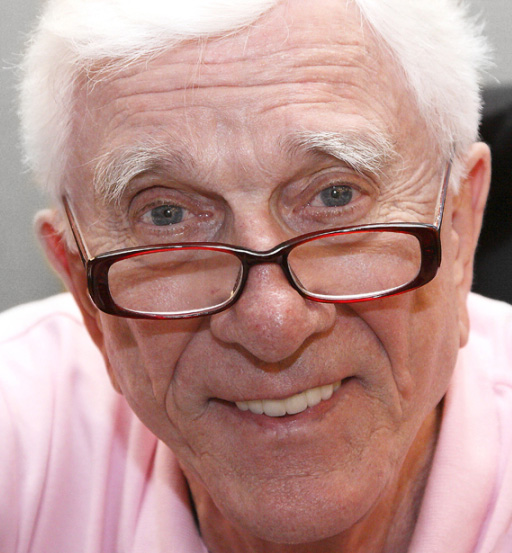
Debido a las escenas eliminadas por parte de la FOX, los guionistas tuvieron que recrear la escena inicial de The Naked Gun protagonizada por Leslie Nielsen en la que Stewie emulaba a Frank Drebin para llenar hueco.

La primera secuencia es una parodia de la película The Naked Gun en la que Osama bin Laden junto con otros terroristas tratan de grabar un vídeo en el que amenazan a los estadounidenses desde una cueva de Afganistán. No obstante, el líder terrorista empieza a cometer varias tomas falsas que provocan las risas de todos los presentes incluyendo al propio bin Laden hasta que de pronto, Stewie emula a Frank Drebin (Leslie Nielsen) y combate a todos los terroristas y escapar en su triciclo por escenas de varias películas y videojuegos hasta que finalmente al llegar a su casa, atropella a Homer Simpson en una parodia de los créditos iniciales de Los Simpson. Cuando Peter le ve en el suelo, se pregunta quién es.

### Trama principal
En el momento que Peter despierta a Lois cuando este se dispone a montar la alfombra roja para la gala de los Emmys, esta le obliga a ir a la obra teatral del instituto de Meg para su pesar. Cuando a la mañana siguiente descubre que el presentador David Hyde Pierce exhibió la bragueta del pantalón bajada, este le reprocha a Lois el haberse perdido un momento "histórico" de la televisión. Por otra parte, la FCC exagera el número de quejas recibidas y tras consultarlo con el presidente Cobra deciden censurar todo lo que consideran inmoral. Peter decide hacer frente a la FCC y le pide consejo a Tom Tucker, el cual le recomienda que abra su propia cadena de televisión en la que puede emitir con absoluta libertad una programación general que Lois encuentra obscena y que podría influir negativamente en sus hijos.
La cadena de Peter, que lleva de nombre PTV, resulta ser un gran éxito y con Brian y Stewie amplían la parrilla. Finalmente Lois dice basta cuando Peter, en una parodia de Jackass provoca un accidente de tráfico cuando se ponía a defecar por el puente de la I-95 (casualmente Lois pasaba por debajo). Tras llamar a la FCC, estos censuran la cadena. No obstante, Brian le comenta que la responsabilidad es de los padres que dejan a sus hijos ver determinados programas, mientras que Peter replica a la FCC que jamás coartarán la libertad de expresión. Ante estas palabras, la Comisión acepta el desafío y comienza a censurar la vida real, varios ejemplos son: ocultar con una cortinilla negra los genitales de Peter cuando sale de la ducha y la barbilla por la forma que tienen y prohibir las flatulencias sonoras en público. Sin embargo Lois parece estar satisfecha con la situación hasta que descubre que también han prohibido las relaciones sexuales.
Arrepentida por su decisión, convence a Peter para ir a Washington D. C. y protestar frente al Congreso de que la ley que regula los contenidos televisivos es innecesaria, como ejemplo, declara que varios monumentos de la ciudad tienen apariencia de partes íntimas como el Capitolio cuando lo compara con un seno gigante , el monumento a Washington con un pene y el Pentágono con un ano. Finalmente consigue convencer a los congresistas y declaran nula la normativa de la FCC volviendo las cosas a la normalidad.

## Producción
PTV fue escrito por Alec Sulkin y Wellesley Wild junto con el equipo de guionistas formado por John Viener, Cherry Chevapravatdumrong, Tom Devanney, y Kirker Butler. Antes de su emisión en televisión, fue proyectado en el William S. Paley Fest. El argumento del episodio es una sátira de las respuestas de la FCC ante el incidente de la XXXVIII edición de la Super Bowl durante la actuación de Janet Jackson y Justin Timberlake. En una entrevista concedida a IGN, cuando estos le preguntaron a MacFarlane que le sirvió de inspiración para el argumento, este respondió que se sintió indignado por la reacción exagerada "ante un pecho de 67 años".
Dan Povenmire se hizo cargo de la dirección del episodio junto con Peter Shin como supervisor de dirección. En el capítulo, la cadena censuró varias escenas. Mientras los guionistas trabajaban y los productores terminaban, el periódico Chicago Tribune describía la situación como un "toma y daca" con la FOX, los cuales eliminaban cualquier referencia corporal y palabrotas. Aunque el equipo de guionistas quedó decepcionado por la cantidad de escenas eliminadas, quedaron satisfechos por el trabajo final. MacFarlane se enorgulleció de la secuencia inicial, añadida para llenar el hueco de tres minutos. El episodio contiene un montaje de varias escenas de las tres primeras temporadas que también fueron descartadas por su contenido; Povenmire declaró que encontró las secuencias en los extras de los DVD y las digitalizó, principalmente porque no quería volver a dibujar aquello al considerarlas los momentos más repulsivos de aquellas temporadas y añadió que escribió notas a la FOX diciendo que si iban a cortar aquellas escenas, se emitirán de todas formas mostrando ocho cortes tras considerarlo oportuno, tratándose de un episodio sobre la FCC.
El episodio, junto con los 29 episodios restantes fueron incluidos en tres ediciones DVD en Estados Unidos, Europa y Australia el 16 de noviembre, 24 de abril y 29 de mayo de 2006 respectivamente. Todos los DVD incluyeron audiocomentarios de cada episodio por MacFarlane y el equipo técnico y artístico además de escenas eliminadas y un vídeo en el que Peter Shin dibuja a Stewie Griffin.
Aparte del reparto habitual, los actores Lori Alan, Patrick Warburton, Adam West, John G. Brennan, Ralph Garman, Gary Cole y Phil LaMarr prestaron sus voces a sus respectivos personajes. Lois guionistas Chris Sheridan y John Viener colaboraron en menor medida. Como artistas invitados, aparecieron los actores Keith Ferguson, Fred Tatasciore, Hunter Gomez, Wally Wingert y Sacey Scowley. Al igual que en la mayoría de los episodios, Walter Murphy compuso el tema musical The Freaking FCC y Ron Jones se encargó de editarla.

## Referencias culturales

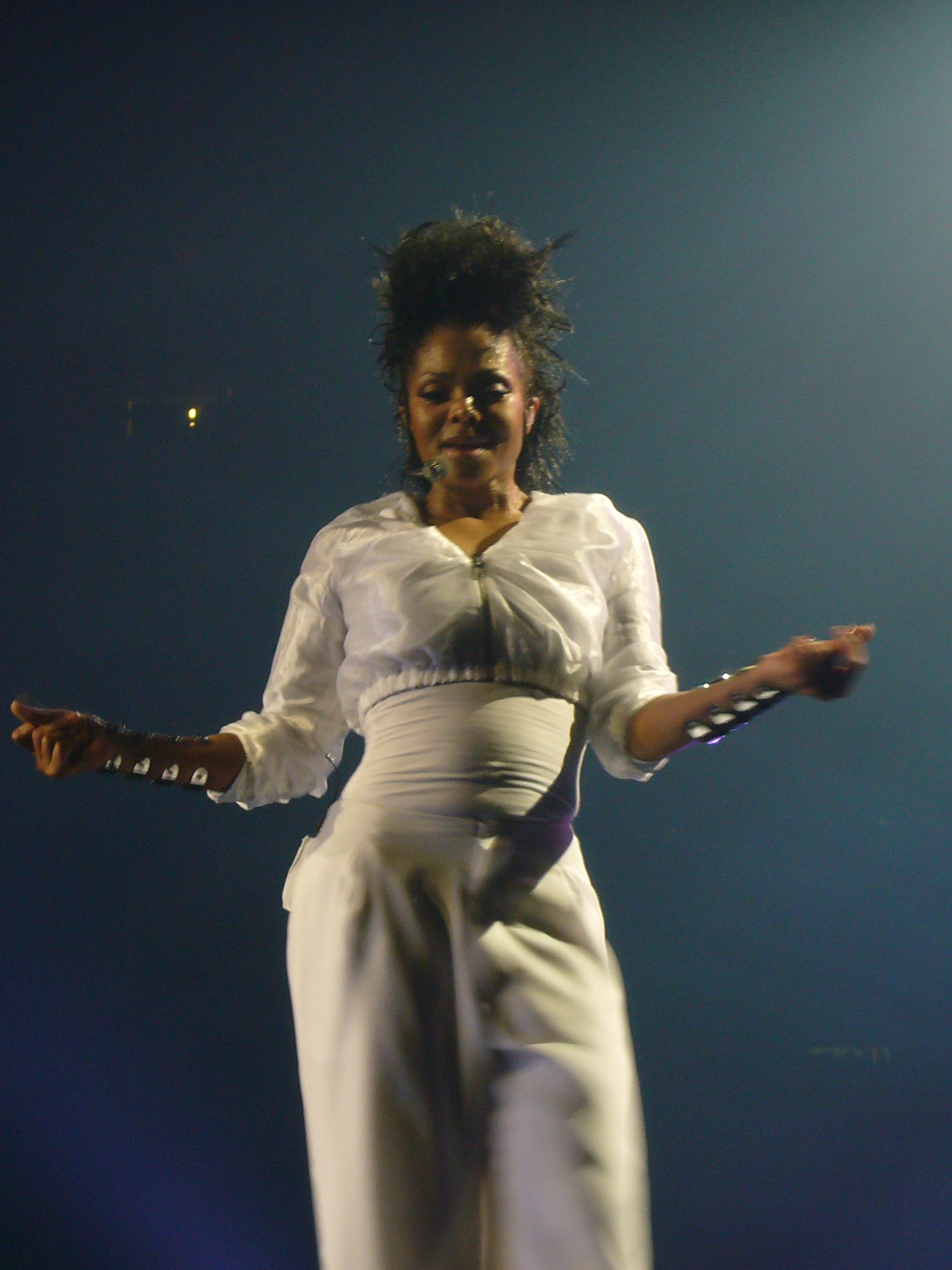
Janet Jackson en 2008. La controversia por el pecho de la cantante sirvió de inspiración para la producción del episodio.